# Charles de Lescours
Pour les articles homonymes, voir Lescours.
Charles Léon de Lescours est un homme politique français né le 15 décembre 1803 à Poitiers (France) et mort le 1er juillet 1868 à Paris.

## Biographie
Entré à l'école militaire de Saint-Cyr en 1820, puis passé par l'école de cavalerie de Saumur, il quitte l'armée après la Révolution de 1830. Il crée alors une filature de laine dans les Deux-Sèvres. Maire de Salles, il est député des Deux-Sèvres de 1849 à 1851, siégeant à l'extrême droite, avec les monarchistes légitimistes.

## Sources
- « Charles de Lescours », dans Adolphe Robert et Gaston Cougny, Dictionnaire des parlementaires français, Edgar Bourloton, 1889-1891 [détail de l’édition]